# Tony Strobl
Anthony Joseph Strobl (* 12. Mai 1915 in Cleveland, Ohio; † 29. Dezember 1991 in Ohio), bekannt als Tony Strobl, war ein US-amerikanischer Comic- und Trickfilmzeichner, der besonders wegen seiner Leistungen für Disney berühmt wurde.

## Biographie
Tony Strobl wurde am 12. Mai 1915 in Cleveland, Ohio als Sohn tschechischer Eltern geboren. Schon sehr früh begeisterte er sich für das Zeichnen und besuchte daher von 1933 bis 1937 die Cleveland School of Art. Er studierte dort zur gleichen Zeit wie Joe Shuster und Jerry Siegel, welche die Idee für einen völlig neuen Superhelden hatten. Obwohl Strobl wenig von der Idee hielt und kaum an einen Erfolg glaubte, half er ihnen bei der Ausarbeitung ihrer Figur, die später unter dem Namen Superman weltbekannt wurde.
Als Strobl seinen Abschluss gemacht hatte, feierte der Zeichentrickfilm Schneewittchen seine Kinopremiere, der ihn sehr begeisterte. Er fasste den Entschluss, ebenfalls etwas in diese Richtung zu unternehmen und schrieb eine Bewerbung an die Disney Studios. Die dortigen Verantwortlichen zeigten sich zunächst wenig begeistert und lehnten ihn ab mit der Begründung, er müsse zuerst eine richtige Animationsschule absolvieren. Er ließ sich jedoch nicht beirren und reiste nach Hollywood, wo er Disney einige seiner Entwürfe vorlegte. Diesmal wurde er ohne Umschweife angenommen und keiner fragte nach seinem Abschluss.
Im Dezember 1938 begann er seine Arbeit bei einigen Sequenzen im Film Fantasia. Seine Aufgabe bestand dabei darin, einige Figuren, die zuvor von anderen Animatoren erschaffen worden waren, in den verschiedensten Bewegungen darzustellen und in den fertigen Film einzufügen. Anschließend half er auch bei anderen Produktionen mit, Pinocchio und Dumbo, bis ihn die Armee aufgrund des Zweiten Weltkrieges einzog.
Nach dem Krieg beschloss Strobl, nicht mehr länger an den verschiedenen Filmen mitzuarbeiten und wollte stattdessen zum Metier Comic wechseln, nicht zuletzt deshalb, weil das Gehalt wesentlicher höher ausfiel. Einige Jahre lang fertigte er die verschiedensten Illustrationen an, bis er 1947 in Beverly Hills zu Western Publishing stieß. Die Firma hatte sich einen Namen mit den verschiedensten Comics gemacht, darunter solchen von Disney, Warner Brothers und Walter Lantz. Aufgrund dessen beherrschte Strobl bald eine große Anzahl von Figuren und fertigte auch Comics mit Bugs Bunny oder Woody Woodpecker an.
Anfang der 50er Jahre stieg die Bekanntheit und die Beliebtheit der Disney Comics stark an. So verzeichnete Walt Disney’s Comics and Stories 1952 eine Auflage von rund vier Millionen, mehr als alle anderen Comics zuvor. Bei Western Publishing wurde daraufhin beschlossen, die bisher eher spärlich vertriebenen Comics um Micky Maus, Donald Duck oder Dagobert Duck nun regulär alle zwei Monate erscheinen zu lassen. Während Carl Barks für die Geschichten mit Dagobert beauftragt worden war, sollte der Rest der Zeichnertruppe sich um Donald kümmern; Jack Bradbury, Phil de Lara, Paul Murry und natürlich auch Tony Strobl. Seine Arbeiten wurden besonders nach dem Jahr 1954 wichtig, als Bradbury und Murry sich vermehrt den Comics um Micky Maus zuwandten.
Mitte der 60er wurde Strobl von den Leuten bei Disney kontaktiert, mit der Idee, selber neue Comicmagazine zu produzieren, die allerdings nur außerhalb der USA zu kaufen wären (Western Publishing hatte damals die Lizenz für den US-Markt). Strobl zeigte sich von der Idee zunächst wenig begeistert, ließ sich dann aber dennoch breitschlagen, unter anderem auch wegen der Gage von 30 Dollar pro Seite, verglichen mit den 23 Dollar von vorher. So war er lange Zeit für den ausländischen Sektor zuständig.
Seine letzten Zeichnungen entstanden zwischen 1986 und 1987, wo er sich auf täglich erscheinende Donald Strips sowie nur über einen kurzen Zeitraum laufende Sonntagsstrips beschränkte. Seine endgültig letzte Arbeit für Disney war die Mithilfe bei den Manuskripten der kurz darauf erscheinenden DuckTales Serie. Am 29. Dezember 1991 starb Tony Strobl in seinem Haus in Ohio.

## Arbeit und Stil
Während seiner ersten Jahre bei Western Publishing tuschte Strobl seine Geschichten noch selbst, was für ihn jedoch einen unglaublichen Zeitaufwand bedeutete, da er bei dieser Arbeit sehr langsam war. Später sagte er einst: „Eine achtseitige Geschichte würde mich zwei Wochen in Anspruch nehmen, wenn ich sieben Tage pro Woche arbeiten würde!“ (Originalton: „an eight page story would take me two weeks to do, working seven days a week!“). Aufgrund dessen verzichtete er bald darauf, dies selbst zu erledigen und ließ seine beiden engsten Mitarbeiter die Geschichten tuschen, Steve Steere und John Liggera.
Anfangs schrieb Strobl auch keine Geschichten selbst, sondern setzte lediglich Manuskripte von verschiedenen Autoren um (der einzige, der damals seine Storys selbst schrieb, war Carl Barks), was man an den verschiedenen Erzählstilen der einzelnen Werke sehr gut sieht. Bis zu den 60ern waren es hauptsächlich Carl Fallberg, Bob Gregory und Vic Lockman, die sich für die Geschichten verantwortlich zeigten. Mit letzterem erfand Strobl auch den Charakter Moby Duck. Strobl zeichnete auch einige Geschichten, die Carl Barks nach seiner Pensionierung 1966 geschrieben hatte; hervorzuheben sei hier „Der Erbe des Dschingis Khan“. In den späteren Zeiten schrieb Strobl seine Geschichten allerdings selbst.
Obwohl sein Hauptwerk sicherlich aus den Geschichten um Donald Duck besteht, ist das Spektrum der von ihm gezeichneten Geschichten viel offener. Wie bereits oben erwähnt erstellte er auch einige Geschichten mit Woody Woodpecker und Bugs Bunny, den er laut eigenen Aussagen zu seinen Lieblingsfiguren zählt. Aber auch bei Disney zeichnete er die unterschiedlichsten Figuren, beispielsweise Micky Maus und Klein Adlerauge. Dabei zählt er wohl zu den produktivsten Zeichnern seiner Zeit und es ist kaum möglich, sich Disney Comichefte aus den Jahren zwischen 1955 und 1970 zu besorgen, ohne auf Geschichten von ihm zu stoßen.
Sein Stil lässt sich dabei gut an der prägnanten Schlichtheit erkennen. Alle Figuren bei ihm, besonders die ganze Ducksippe, zeichnet sich dabei auch durch eine fast schon stoische Ruhe aus, die sie selbst bei den heikelsten Situationen an den Tag legen. Dieser einfache Stil brachte ihm eine Menge Fans, aber ebenso viele Gegner ein.

## Publikationen mit Geschichten von Strobl (unvollständig)

### USA
- Walt Disney’s Comics and Stories
- Walt Disney’s Donald Duck
- Walt Disney’s Uncle Scrooge
- Walt Disney’s Mickey Mouse
- Christmas Parade

### Deutschland
- Micky Maus Magazin
- Die tollsten Geschichten von Donald Duck